# Heizkraftwerk Barmen

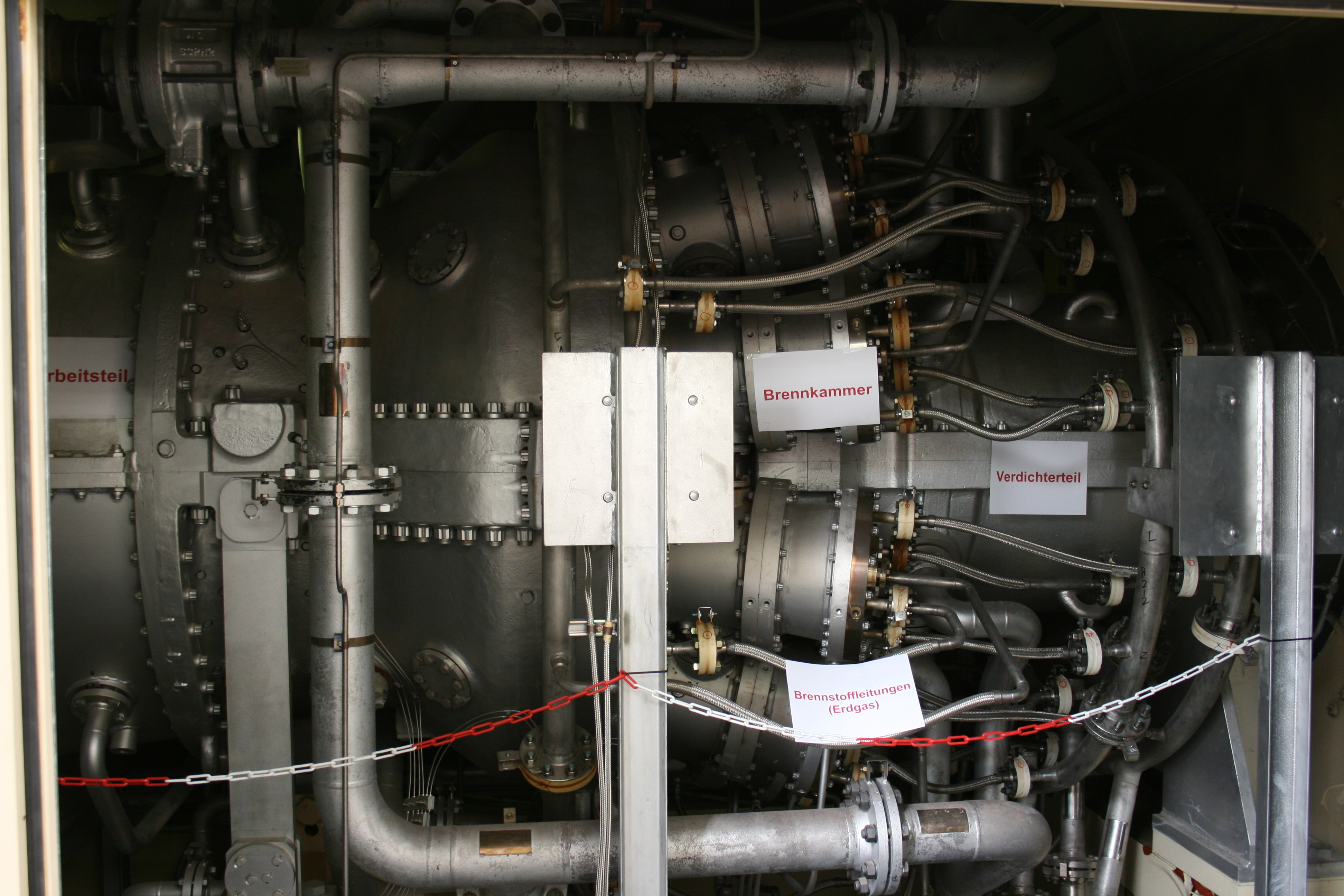
Eine sonst hinter Schalldämmwänden verborgene Gasturbine

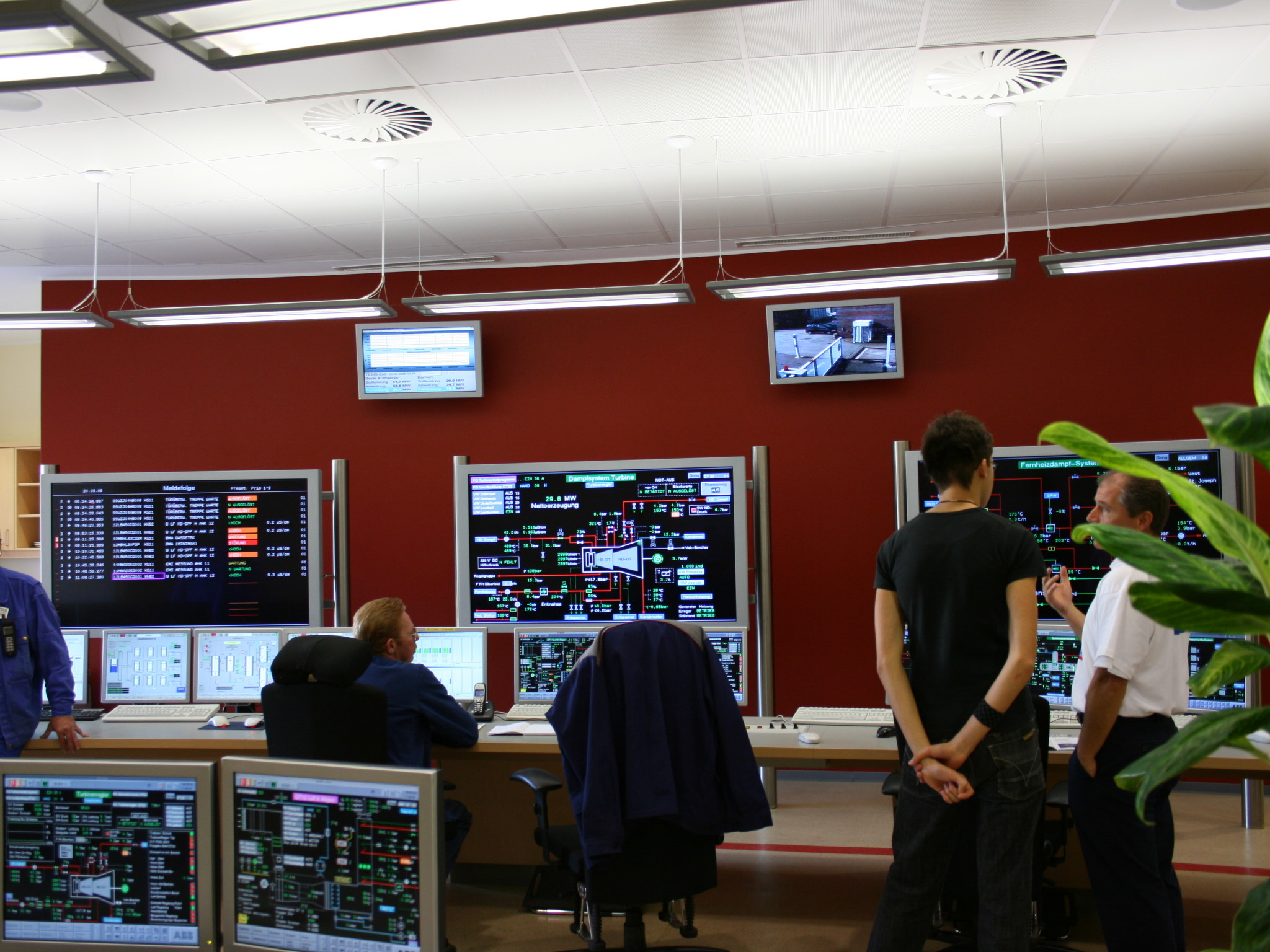
Die Steuerzentrale des Kraftwerks

Das Heizkraftwerk Barmen (auch (Heiz-)Kraftwerk Am Clef, umgangssprachlich Eltwerk genannt) ist ein mit Gas- und Dampfturbinen betriebenes Heizkraftwerk mit einer elektrischen Spitzenleistung von insgesamt 144 Megawatt (MW). Das erstmals 1893 als Steinkohlekraftwerk eröffnete Wärmekraftwerk wurde mehrmals umgebaut und heute von der WSW Energie & Wasser AG mit Erdgas und Erdöl betrieben.

## GuD-Kraftwerk
Das Kraftwerk verfügt über zwei GuD-Sätze mit je 42 MW elektrischer Leistung, also 84 MW insgesamt. Auf die Gasturbinen entfallen dabei jeweils 26 MW. Zusätzlich können bis zu 110 MW thermische Energie in das städtische Fernwärmenetz eingespeist werden. Das Kraftwerk wird bedarfsabhängig gefahren und die Energieproduktion an die aktuelle Nachfrage nach Strom und Wärme angepasst. Zur Sicherstellung der Fernwärmeversorgung steht ein Hilfsdampfkessel zur Verfügung.

## Spitzenlast-Kraftwerk
Zusätzlich zu den GuD-Sätzen verfügt das Kraftwerk über zwei erdölbefeuerte Gasturbinen von je 30 MW, die für die Abdeckung von Spitzenlasten vorgesehen sind. Dazu können die Turbinen innerhalb von 15 Minuten vom Stillstand auf Volllast hochgefahren werden. Auch ist ein netzunabhängiger Start, also z. B. nach einem großflächigen Stromausfall möglich. Die Abgase werden über die beiden östlichen Kamine in Stahlbauweise abgeleitet.

## Geschichte
Das erste Großkraftwerk in Barmen wurde 1893 von der Barmer Bergbahn AG zur Stromversorgung der von der Gesellschaft betriebenen Bahnstrecken (u. a. der Barmer Bergbahn, deren Talstation unmittelbar neben dem Kraftwerk lag) errichtet und ein Jahr später in Betrieb genommen. Da die Leistung des städtischen Elektrizitätswerks an der Viktorstraße nicht mehr ausreichte, kaufte die Stadt Barmen das Werk 1903 auf.
In den Jahren 1908/09 wurde ein neues Kraftwerk neben dem Bahnstromwerk errichtet. Zu dem Neubau mit vier Dampfkesseln, zwei Dampfmaschinen und einem Drehstromgenerator (8,5 Megawatt Spitzenleistung) gehörte auch ein etwa 100 Meter hoher Schornstein. Das Kraftwerk wurde über ein Anschlussgleis vom Barmer Bahnhof aus mit Steinkohle beliefert und versorgte das ganze Barmer Stadtgebiet. Nach dem viergleisigen Ausbau der Bahnstrecke war die Anlieferung per Bahn ab 1912 nicht mehr möglich, stattdessen wurden Fuhrwerke eingesetzt. Ab 1923 nutzte man mehrere Straßenbahntriebwagen und Güterwagen, die während des Ersten Weltkriegs für den Kohlentransport (um)gebaut worden waren. Sie lieferten täglich etwa 130 t Kohle über das Barmer Straßenbahnnetz an, die am Bahnhof Schlachthof an der Bahnstrecke Loh–Hatzfeld umgeladen wurden. 1925 wurde das Kraftwerk in ein Heizkraftwerk umgebaut.
Von 1928 bis 1930 wurde das Werk kräftig ausgebaut und die Leistung verdoppelt, wobei es auch 1932 einen zweiten, 135 Meter hohen Schornstein erhielt. Der Kohlenverkehr per Straßenbahn wurde ebenfalls modernisiert und effizienter gemacht. Ab Februar 1931 wurden mit neuen Zügen und Umladeanlagen etwa 250 t Kohle pro Tag angeliefert.
Am 31. Dezember 1939 ereignete sich ein spektakulärer Unfall, als eine Turbine im Betrieb auseinanderbrach und Trümmer in die mehrere hundert Meter entfernte Barmer Ruhmeshalle, dem heutigen „Haus der Jugend“, einschlugen. Verletzt wurde dabei niemand. In der Nacht vom 29. zum 30. Januar 1943 wurde das Werk bei einem Luftangriff der Royal Air Force zerstört.
Mitte der 1950er Jahre erhielt das Heizkraftwerk einen Hochdruckkessel mit Schmelzkammerfeuerung, 1959 wurde ein Teil auf Erdölfeuerung umgestellt. Als durch den Umbau am Alten Markt die Straßenbahnlinie stillgelegt wurde, wurde das Kraftwerk ab April 1963 per Lkw mit Kohle beliefert. 1971 wurde es teilweise auf Erdgasfeuerung umgerüstet und erhielt 1978 zwei GuD-Sätze von je 34 Megawatt Leistung. Der Schornstein von 1908 wurde zwischen 1978 und 1981, gemeinsam mit den Kesselanlagen, abgerissen. Gleichzeitig wurde der höhere Schornstein um ein Drittel abgetragen und auf eine Höhe von 137 Meter neu aufgemauert.
2003 wurden die zwei verbliebenen Kohlekesselanlagen, zu denen der höhere Schornstein gehörte, stillgelegt und zurückgebaut. 2004 wurde ein 60 Meter hoher Kamin errichtet.
Im Jahr 2005 wurde das Kraftwerk generalüberholt und mit neuen GuD-Aggregaten ausgestattet, wodurch sich die Leistung auf den aktuellen Stand von 84 Megawatt erhöhte. Dabei wurden die beiden westlich gelegenen Kamine zu je rund 66 Metern errichtet. Die Investition betrugen 55 Millionen Euro. Danach wurden im Jahr 2008 auch die Gasturbinen für Spitzenlasten ertüchtigt und zwei neue östliche Kamine von rund 56 Metern installiert.

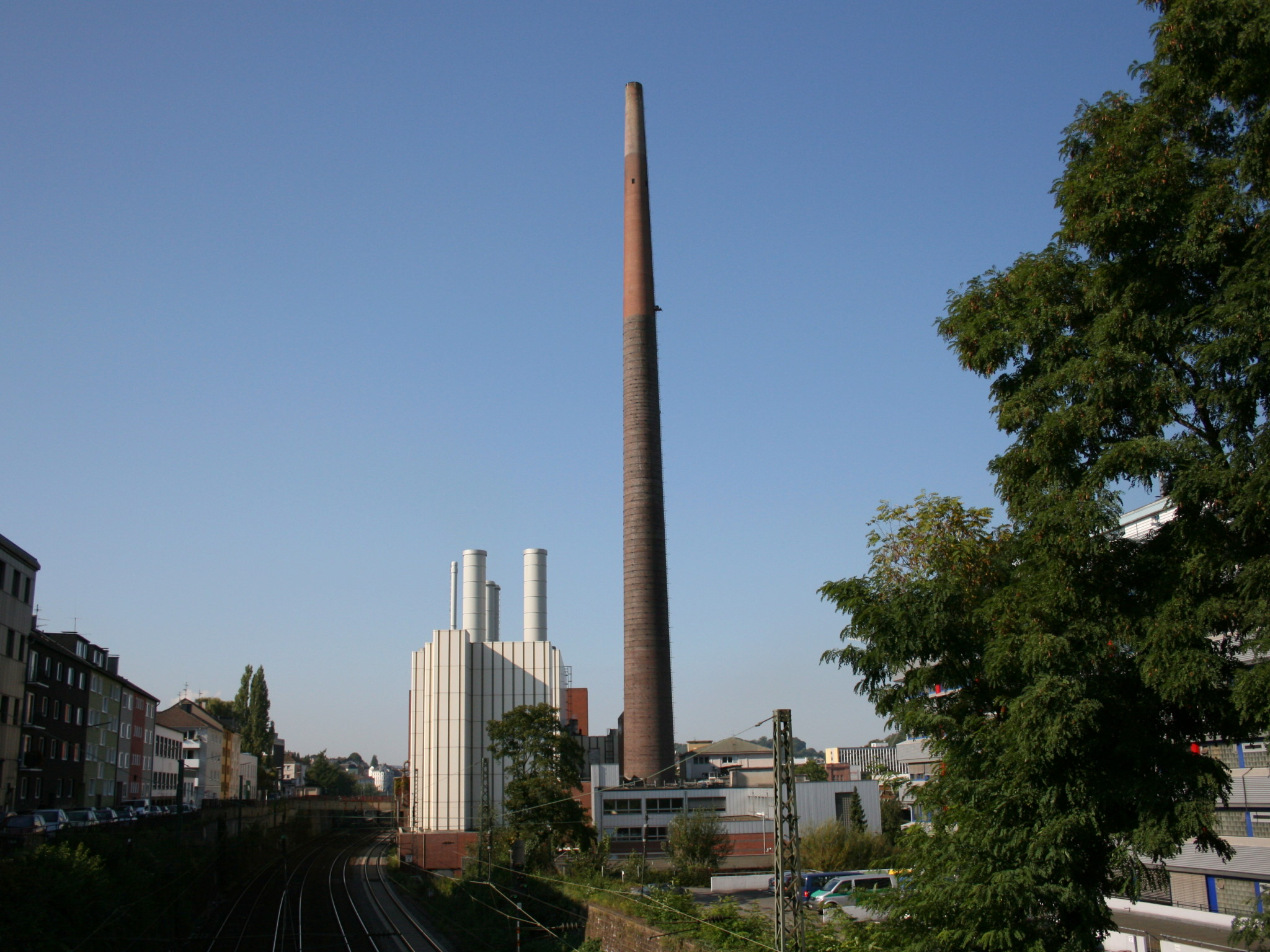
Heizkraftwerk von Osten, 2008

Zwischen Februar und Juni 2011 wurde der 137 Meter hohe Kamin, der bis dato als höchster Ziegelstein-Schornstein Deutschlands galt, nach achtjährigem Stillstand demontiert. Die Kosten dazu beliefen sich auf rund 550.000 Euro. Der Horst für die Turmfalken ist auf einen benachbarten Kamin verlegt worden.